# Charlie Adam
Charles Graham Adam (Dundee, 10 de dezembro de 1985) é um ex-futebolista e atual treinador escocês que atuava como meio-campista.

## Carreira

### Rangers
Chalie Adam iniciou sua carreira como jogador de futebol no Rangers, onde jogou bem por apenas uma temporada e foi emprestado para o Ross County, St. Mirren até chegar no Blackpool, também por empréstimo.

### Blackpool
Após cumprir o empréstimo com o Blackpool, o clube o contratou por 500 mil libras. Na temporada 2009-10 ele conseguiu fazer com que o clube alavancasse e voltasse para a Premier League. Na temporada 2010-11 se tornou capitão do Blackpool.

### Liverpool
No dia 6 de julho de 2011 foi anunciado como novo jogador do Liverpool, que pagou 9 milhões de libras pelo jogador.

### Stoke City
No dia 31 de agosto de 2012, último dia da janela de transferência, por um valor não revelado (acredita-se que em torno de £ 4 milhões), foi anunciado como reforço para o Stoke City Football.

### Reading
Após sete anos no Stoke, foi confirmado como reforço do Reading no dia 22 de julho de 2019.

## Títulos
Rangers
- Campeonato Escocês: 2003
- Copa da Escócia: 2003
- Copa da Liga Escocesa: 2003, 2008

Liverpool
- Copa da Liga Inglesa: 2011–12